# Северни Мариански острови
Северните Мариански острови (на английски: Northern Mariana Islands) е свободно присъединила се територия към САЩ, намираща се в западната част на Тихи океан.

## История
Островите са открити през март 1521 г. от Фернандо Магелан. От 1565 г. стават колония на Испания. През 1568 г. на островите пристигат първите мисионери-йезуити. След поражението на Испания в испано-американската война през 1899 г. Северните Мариански острови са продадени на Германия. По време на Първата световна война през 1914 г. са окупирани от Япония. След края на войната, през 1947 г., са включени в администрираната от САЩ Подопечна територия на Тихоокеанските острови. От 1975 г. островите стават свободно присъединила се територия към САЩ.

## Държавно устройство
Законодателната власт е представена от Законодателно събрание от 9 члена и Палата на представителите от 18 души. Изпълнителната власт се осъществява от губернатор, избиран от населението за 4 години. Въоръжени сили няма.

## География
Страната има площ от 477 km². Разположена е в западната част на Тихия океан на Марианския архипелаг, състоящ се от 16 острова, от които само 5 населени. Простират се като леко изпъкнала на изток дъга от север на юг на 480 km, между 14° – 21° с.ш. и 143° – 146° и.д.
| Название на остров (алтернативно название) (английско название)   | Площ, km² | Население (2010 г.) | Координати                                                      | Откривател (дата и година на откриване)                                                                    |
| ----------------------------------------------------------------- | --------- | ------------------- | --------------------------------------------------------------- | --- |
| остров Агрихан (Agrihan)                                          | 43,51     | 9                   | 18°46′ с. ш. 145°40′ и. д. / 18.766667° с. ш. 145.666667° и. д. | Гонсало Гомес Еспиноса (май-юни 1522), Бернардо де ла Торе (неизв.-1543) (август-септември 1543, вторично) |
| остров Агуихан (Aguijan)                                          | 7,09      | необитаем           | 14°42′ с. ш. 145°18′ и. д. / 14.7° с. ш. 145.3° и. д.           | Луис Моралес (1688)                                                                                        |
| остров Аламаган (Alamagan)                                        | 11,12     | 6                   | 17°36′ с. ш. 145°50′ и. д. / 17.6° с. ш. 145.833333° и. д.      | Луис Моралес (1688)                                                                                        |
| остров Анатахан (Anatahan)                                        | 31,21     | необитаем           | 16°21′ с. ш. 145°39′ и. д. / 16.35° с. ш. 145.65° и. д.         | Бернардо де ла Торе (август-септември 1543), Джордж Ансън (1697 – 1762) (27 август 1742, вторично)         |
| остров Асунсион (Asuncion)                                        | 7,31      | необитаем           | 19°41′ с. ш. 145°24′ и. д. / 19.683333° с. ш. 145.4° и. д.      | Гонсало Гомес Еспиноса (май-юни 1522)                                                                      |
| остров Гугуан (Guguan)                                            | 3,87      | необитаем           | 17°18′ с. ш. 145°50′ и. д. / 17.3° с. ш. 145.833333° и. д.      | Луис Моралес (1688)                                                                                        |
| о-ви Мауг (Maug Islands), 3 острова                               | 2,13      | необитаеми          | 20°01′ с. ш. 145°13′ и. д. / 20.016667° с. ш. 145.216667° и. д. | Гонсало Гомес Еспиноса (май-юни 1522)                                                                      |
| остров Паган (Pagan)                                              | 47,23     | необитаем           | 18°06′ с. ш. 145°43′ и. д. / 18.1° с. ш. 145.716667° и. д.      | Луис Моралес (1688)                                                                                        |
| остров Рота (Барпана, Лута) (Rota, Barpana, Luta)                 | 85,38     | 2527                | 14°09′ с. ш. 145°12′ и. д. / 14.15° с. ш. 145.2° и. д.          | Фернандо Магелан (март 1521)                                                                               |
| остров Сайпан (Saipan)                                            | 115,39    | 48 220              | 15°11′ с. ш. 145°45′ и. д. / 15.183333° с. ш. 145.75° и. д.     | Луис Моралес (1688), Джордж Ансън (27 август 1742, вторично)                                               |
| остров Сариган (Sarigan)                                          | 4,97      | необитаем           | 16°42′ с. ш. 145°46′ и. д. / 16.7° с. ш. 145.766667° и. д.      | Бернардо де ла Торе (август-септември 1543)                                                                |
| остров Тиниан (Буена Виста) (Tinian, Buena Vista)                 | 101,01    | 3136                | 15°00′ с. ш. 145°38′ и. д. / 15° с. ш. 145.633333° и. д.        | Луис Моралес (1688), Джордж Ансън (27 август 1742, вторично)                                               |
| остров Фаральон де Мединиля (Farallon de Medinilla)               | 0,85      | необитаем           | 16°01′ с. ш. 146°03′ и. д. / 16.016667° с. ш. 146.05° и. д.     | Бернардо де ла Торе (август-септември 1543)                                                                |
| остров Фаральон де Пахарос (Уракас) (Farallon de Pajaros, Uracas) | 2,55      | необитаем           | 20°32′ с. ш. 144°53′ и. д. / 20.533333° с. ш. 144.883333° и. д. | Луис Моралес (1688)                                                                                        |

Северната част на островите (Фаральон де Пахарос, Асунсион, Паган, Сариган и др.) представляват върхове на вулкански конуси (има и действащи вулкани) с височина до 965 m на остров Агрихан), а южната, включваща най-големите острови – Сайпан (115,39 km²), Тиниан (101,01 km²) и Рота (85,38 km²) са с коралов и вулканичен произход. 2/3 от повърхността на остров Сайпан е заета от хълмове с височина до 474 m, а малки равнини са разположени по северното и западното крайбрежие. Остров Тиниан има платообразен релеф, а на остров Рота се извисява вулканичен конус с височина до 491 m. Бреговата линия на всичките острови е 142 km. На островите се разработват находища на фосфорити, сяра, желязна и манганова руда. Климатът е тропичен, мусонен, със средна годишна температура 26°С и годишна сума на валежите 1800 – 2100 mm. Влажният сезон продължава от юли до октомври, когато често явление са тайфуните. Наветрените склонове на планините и възвишенията са покрити с вечнозелени тропически гори, а подветрените са заети от савана. Местното население отглежда захарна тръстика, кокосова палма, банани, памук, цитруси. Развито е животновъдството и риболова.

## Население
- Население – 90 хил. ж. (2007 г.).
- Гъстота –182,4 ж./km².
- Естествен прираст – 21.
- Средна продължителност на живота – мъже 71 години, жени 74 години.
- Етнически състав – чаморо 97,9%, други 2,1%.
- Официални езици – английски и чаморо.
- Азбука – латиница.
- Неграмотни – 15%.
- Конфесионален състав – християни 98,6% (от тях католици 93,7%, протестанти 6,3%), други 1,4%.
- Градско население – 55%.
- Административен център – Гарапан (5 хил. ж.).
- По-големи градове – Сан Антонио (6 хил. ж.), Сан Висенте (6 хил. ж.). Всички градове са на о. Сайпан, където живее 90% от населението.
- Административно деление – 4 окръга.

## Икономика
Основен отрасъл в икономиката на страната е туризмът (525 хил. туристи годишно). Отглеждат са кокосова палма, захарна тръстика, хлебно дърво, кафе, домати, пъпеши. Силно развит риболов и рибопреработване (главно риба тон). 360 km шосейна мрежа, жп линии няма. Парична единица – долар на САЩ. Брутен вътрешен продукт на глава от населението – 12 500 $. Съотношение селско стопанство-промишленост-обслужване – 18:11:71.